# Чемпионат России по лёгкой атлетике в помещении 2019
Чемпионат России по лёгкой атлетике в помещении 2019 года прошёл 13—15 февраля в Москве в манеже ЛФК «ЦСКА». На протяжении 3 дней были разыграны 24 комплекта медалей.
4 декабря 2018 года совет ИААФ в очередной раз оставил в силе отстранение сборной России от международных соревнований, начатое в ноябре 2015 года из-за допингового скандала. Таким образом, четвёртый год подряд на чемпионате России не проходил отбор на главный старт зимнего сезона — чемпионат Европы в помещении.
Результаты мирового уровня показали Мария Ласицкене и Анна Чичерова в женском прыжке в высоту. Обе спортсменки взяли высоту 2,00 м, а затем и 2,02 м. Преодолеть следующий рубеж, 2,05 м, им не удалось. По попыткам чемпионский титул защитила Ласицкене.
Владимир Никитин в мужском беге на 3000 метров предпринял очередную атаку на рекорд России (7.42,54, Вячеслав Шабунин). Долгое время ему удавалось бежать быстрее нужного графика, но на заключительных 400 метрах он заметно снизил темп и показал только 7.47,18. Такого результата оказалось более чем достаточно, чтобы уверенно стать чемпионом России на этой дистанции в третий раз подряд. Восемь бегунов пробежали 3000 метров быстрее 8 минут, а ставший четвёртым Константин Плохотников обновил молодёжный (до 23 лет) рекорд страны — 7.52,90.
В женском прыжке с шестом Анжелика Сидорова одержала шестую победу подряд на зимних чемпионатах России. Золото ей обеспечил первый же успешный прыжок на высоте 4,55 м — для остальных участниц этот уровень оказался недостижимым. Сидорова затем совершила удачные попытки на 4,70 м, 4,80 м, но не справилась с 4,90 м.
Вернувшаяся после допинговой дисквалификации Антонина Кривошапка подтвердила высокую готовность, совсем немного уступив собственному лучшему результату мирового сезона в беге на 400 метров — 51,97. Прошлогодняя чемпионка Екатерина Реньжина отстала от победительницы на 0,70 секунды.
Александр Меньков был вне конкуренции в мужском прыжке в длину. Имея в сезоне результат 8,30 м (лучший в мире), он рассчитывал побить национальный рекорд, но в этот раз ограничился лучшей попыткой на 8,22 м. Никто из соперников не смог преодолеть рубеж 8 метров.
Кристина Сивкова в третий раз стала сильнейшей в стране на дистанции 60 метров с личным рекордом 7,15.
Зимой 2019 года также были проведены чемпионаты России в отдельных дисциплинах лёгкой атлетики:
- 3 февраля — чемпионат России по бегу на 1 милю в помещении (Москва)
- 13—16 февраля — чемпионат России по многоборьям в помещении (Киров)

## Призёры

### Мужчины
| Дисциплина       | Золото                                                                                      | Золото  | Серебро                                                                                         | Серебро | Бронза                                                                     | Бронза  |
| ---------------- | ------------------------------------------------------------------------------------------- | ------- | ----------------------------------------------------------------------------------------------- | ------- | -------------------------------------------------------------------------- | ------- |
| 60 м             | Рушан Абдулкадеров Москва                                                                   | 6,63    | Игорь Образцов Ульяновская область                                                              | 6,64    | Дмитрий Лопин Краснодарский край Самарская область                         | 6,68    |
| 400 м            | Артём Арасланов Москва                                                                      | 47,11   | Ярослав Ткалич Смоленская область                                                               | 47,14   | Рудольф Верховых Свердловская область Челябинская область                  | 47,15   |
| 800 м            | Константин Холмогоров Москва Пермский край                                                  | 1.49,43 | Сергей Дубровский Московская область Белгородская область                                       | 1.49,79 | Николай Вербицкий Московская область Бурятия                               | 1.49,99 |
| 1500 м           | Константин Плохотников Краснодарский край                                                   | 3.43,09 | Ильдар Надыров Алтайский край                                                                   | 3.43,24 | Евгений Кунц Москва Алтайский край                                         | 3.43,46 |
| 3000 м           | Владимир Никитин Москва Пермский край                                                       | 7.47,18 | Евгений Рыбаков Кемеровская область                                                             | 7.52,31 | Максим Якушев Свердловская область                                         | 7.52,48 |
| 60 м с барьерами | Константин Шабанов Москва Псковская область                                                 | 7,62    | Артём Макаренко Москва Красноярский край                                                        | 7,67    | Филипп Шабанов Москва Псковская область                                    | 7,74    |
| Прыжок в высоту  | Михаил Акименко Москва Кабардино-Балкария                                                   | 2,30 м  | Илья Иванюк Брянская область Смоленская область                                                 | 2,26 м  | Даниил Цыплаков Краснодарский край Хабаровский край                        | 2,26 м  |
| Прыжок с шестом  | Евгений Лукьяненко Краснодарский край Москва                                                | 5,50 м  | Георгий Горохов Москва Брянская область                                                         | 5,50 м  | Денис Акиньшин Москва                                                      | 5,45 м  |
| Прыжок в длину   | Александр Меньков Красноярский край Мордовия                                                | 8,22 м  | Анатолий Ряполов Краснодарский край                                                             | 7,90 м  | Артём Примак Краснодарский край Хабаровский край                           | 7,76 м  |
| Тройной прыжок   | Александр Юрченко Московская область Самарская область                                      | 16,84 м | Дмитрий Сорокин Краснодарский край                                                              | 16,83 м | Алексей Фёдоров Московская область Смоленская область                      | 16,48 м |
| Толкание ядра    | Максим Афонин Москва Московская область                                                     | 20,70 м | Константин Лядусов Москва Ростовская область                                                    | 19,88 м | Максим Сидоров Московская область                                          | 19,66 м |
| Эстафета 4×400 м | Санкт-Петербург · Максим Рафилович · Андрей Руденко · Константин Прокофьев · Михаил Филатов | 3.10,85 | Свердловская область · Антон Балыкин · Евгений Пращерук · Артём Денмухаметов · Рудольф Верховых | 3.10,87 | Москва · Дмитрий Ефимов · Артём Арасланов · Антон Новиков · Андрей Ефремов | 3.13,13 |

### Женщины
| Дисциплина       | Золото                                                                              | Золото  | Серебро                                                                                          | Серебро | Бронза                                                                        | Бронза  |
| ---------------- | ----------------------------------------------------------------------------------- | ------- | ------------------------------------------------------------------------------------------------ | ------- | ----------------------------------------------------------------------------- | ------- |
| 60 м             | Кристина Сивкова Москва                                                             | 7,15    | Анастасия Григорьева Санкт-Петербург                                                             | 7,29    | Наталья Погребняк Краснодарский край                                          | 7,32    |
| 400 м            | Антонина Кривошапка Москва Волгоградская область                                    | 51,97   | Екатерина Реньжина Москва Тульская область                                                       | 52,67   | Айвика Маланова Санкт-Петербург Москва                                        | 53,87   |
| 800 м            | Екатерина Завьялова Москва Мордовия                                                 | 2.00,59 | Александра Гуляева Москва Ивановская область                                                     | 2.00,86 | Светлана Улога Татарстан                                                      | 2.01,83 |
| 1500 м           | Анастасия Калина Московская область Санкт-Петербург                                 | 4.12,94 | Дина Александрова Курская область                                                                | 4.14,51 | Екатерина Ивонина Московская область Пермский край                            | 4.14,86 |
| 3000 м           | Светлана Аплачкина Воронежская область                                              | 8.54,06 | Екатерина Ишова Московская область Чувашия                                                       | 9.04,08 | Ульяна Аввакуменкова Санкт-Петербург                                          | 9.08,65 |
| 60 м с барьерами | Мария Аглицкая Москва                                                               | 8,14    | Анастасия Николаева Московская область Самарская область                                         | 8,20    | Вероника Червинская Краснодарский край                                        | 8,25    |
| Прыжок в высоту  | Мария Ласицкене Московская область Кабардино-Балкария                               | 2,02 м  | Анна Чичерова Москва Ростовская область                                                          | 2,02 м  | Александра Ярышкина Москва                                                    | 1,92 м  |
| Прыжок с шестом  | Анжелика Сидорова Москва Чувашия                                                    | 4,80 м  | Ольга Муллина Москва                                                                             | 4,50 м  | Ирина Иванова Омская область                                                  | 4,50 м  |
| Прыжок в длину   | Елена Соколова Москва Белгородская область                                          | 6,63 м  | Полина Лукьяненкова Краснодарский край                                                           | 6,43 м  | Екатерина Кропивко Москва Ставропольский край                                 | 6,42 м  |
| Тройной прыжок   | Екатерина Конева Краснодарский край Хабаровский край                                | 14,51 м | Дарья Нидбайкина Москва Брянская область                                                         | 13,87 м | Валентина Косолапова Волгоградская область Москва                             | 13,32 м |
| Толкание ядра    | Алёна Гордеева Москва Тверская область                                              | 18,20 м | Анна Авдеева Самарская область                                                                   | 17,74 м | Евгения Соловьёва Московская область Челябинская область                      | 17,05 м |
| Эстафета 4×400 м | Санкт-Петербург · Вера Алымова · Любовь Семёнова · Елена Черняева · Айвика Маланова | 3.36,98 | Свердловская область · Ирина Такунцева · Наталья Севрюгина · Анастасия Жданова · Ксения Аксёнова | 3.37,33 | Москва · Анна Попова · Анастасия Булахова · Санта Тхакур · Ирина Колесниченко | 3.38,61 |

## Чемпионат России по бегу на 1 милю
Чемпионат России по бегу на 1 милю в помещении состоялся 3 февраля 2019 года в Москве в манеже ЛФК «ЦСКА». Забеги среди мужчин и женщин прошли в рамках традиционных соревнований «Русская зима». На старт вышли 34 легкоатлета из 16 регионов страны (20 мужчин и 14 женщин). Главным событием турнира стал новый рекорд России, который установил Владимир Никитин — 3.54,77. Почти всю дистанцию он пробежал в одиночку, со значительным отрывом от преследователей. Экс-рекордсмен страны Валентин Смирнов стал бронзовым призёром чемпионата с результатом 3.59,38. Константин Плохотников, занявший второе место, улучшил собственный молодёжный рекорд России — 3.58,62.

### Мужчины
| Дисциплина         | Золото                                | Золото  | Серебро                                   | Серебро | Бронза                                               | Бронза  |
| ------------------ | ------------------------------------- | ------- | ----------------------------------------- | ------- | ---------------------------------------------------- | ------- |
| 1 миля (1609,34 м) | Владимир Никитин Москва Пермский край | 3.54,77 | Константин Плохотников Краснодарский край | 3.58,62 | Валентин Смирнов Санкт-Петербург Челябинская область | 3.59,38 |

### Женщины
| Дисциплина         | Золото                                 | Золото  | Серебро                                                | Серебро | Бронза                                              | Бронза  |
| ------------------ | -------------------------------------- | ------- | ------------------------------------------------------ | ------- | --------------------------------------------------- | ------- |
| 1 миля (1609,34 м) | Светлана Аплачкина Воронежская область | 4.31,51 | Екатерина Сторожева Московская область Санкт-Петербург | 4.31,69 | Анастасия Калина Московская область Санкт-Петербург | 4.31,78 |

## Чемпионат России по многоборьям
Чемпионы страны в мужском семиборье и женском пятиборье определились 13—16 февраля 2019 года в Кирове в новом легкоатлетическом манеже «Вересники». Соревнования пропустили сильнейший российский многоборец последних лет Илья Шкуренёв, а также лидер российского сезона (6114 очков) и действующий чемпион Артём Макаренко. Оба спортсмена решили выступать в отдельных видах на основном чемпионате России (где Макаренко стал серебряным призёром в барьерном беге). Несколько сильных многоборцев, призёров национальных первенств прошлых лет, снялись уже по ходу соревнований в Кирове. В результате сильнейшим в стране стал 22-летний Андрей Фомичёв, впервые в карьере. Его сумма в 5556 очков стала наименьшей среди всех чемпионов России, начиная с 1992 года.
Первое место среди женщин заняла Мария Павлова, для которой этот национальный титул стал вторым в карьере (первый она завоевала в 2017 году). Александра Бутвина в рекордный седьмой раз поднялась на пьедестал зимнего чемпионата России в пятиборье.

### Мужчины
| Дисциплина | Золото                             | Золото     | Серебро                               | Серебро    | Бронза                                | Бронза    |
| ---------- | ---------------------------------- | ---------- | ------------------------------------- | ---------- | ------------------------------------- | --------- |
| Семиборье  | Андрей Фомичёв Кемеровская область | 5556 очков | Андрей Левковский Кемеровская область | 5513 очков | Сергей Тимшин Москва Липецкая область | 5473 очка |

### Женщины
| Дисциплина | Золото                  | Золото    | Серебро                                               | Серебро    | Бронза                                     | Бронза    |
| ---------- | ----------------------- | --------- | ----------------------------------------------------- | ---------- | ------------------------------------------ | --------- |
| Пятиборье  | Мария Павлова Татарстан | 4332 очка | Александра Бутвина Ростовская область Санкт-Петербург | 4250 очков | Виктория Васейкина Москва Брянская область | 4202 очка |